# Pterodontia johnsoni
Pterodontia johnsoni är en tvåvingeart som beskrevs av Cole 1919. Pterodontia johnsoni ingår i släktet Pterodontia och familjen kulflugor. Inga underarter finns listade i Catalogue of Life.